# Fejér
Fejér je župa, rozkládající se ve středním Maďarsku, západně od Budapešti. Jeho centrem je Székesfehérvár. Sousedí se župami Pest, Tolna, Somogy, Veszprém a Komárom-Esztergom.

## Historie

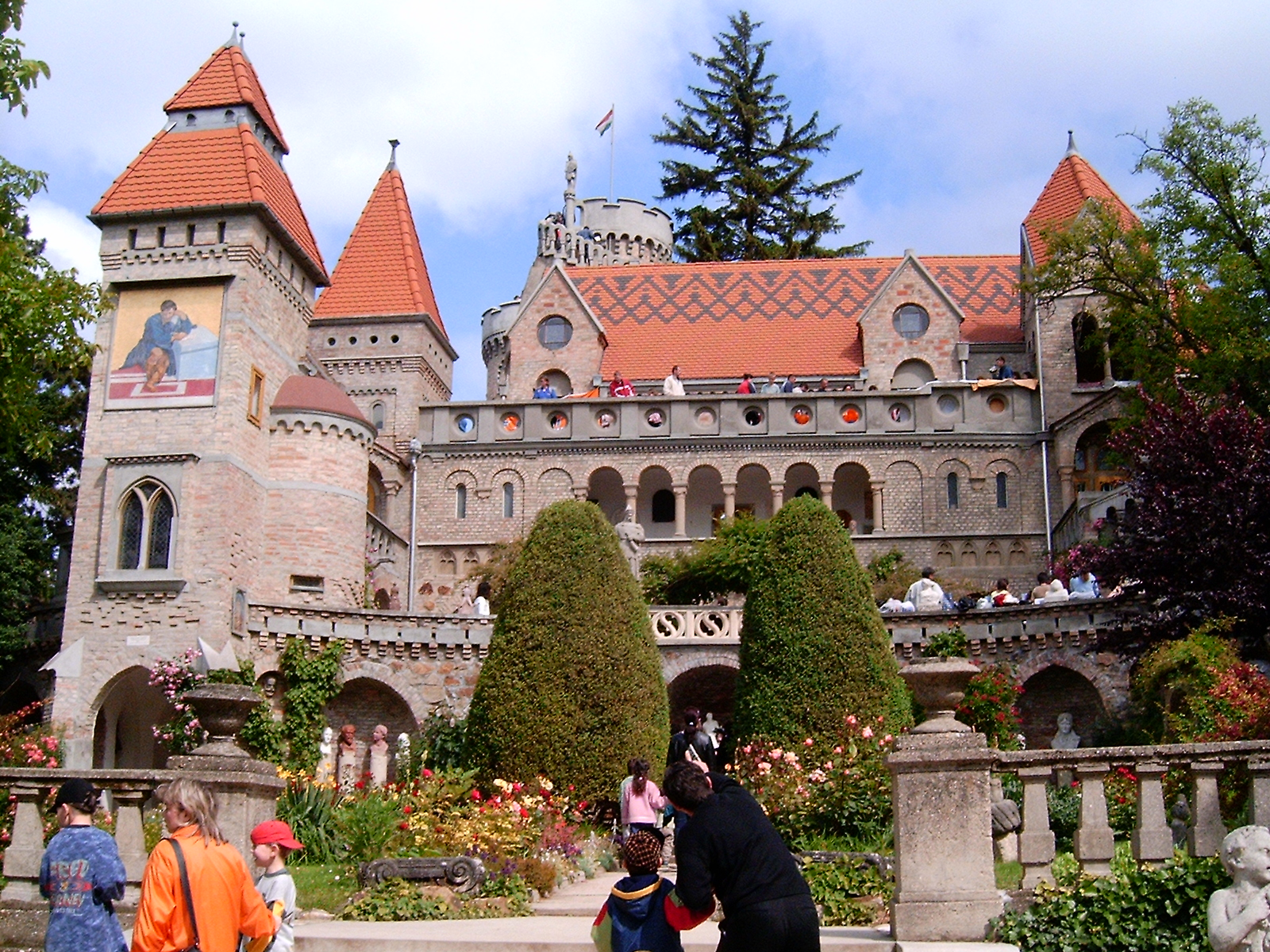
Hrad Bory v Szekesfehérváru

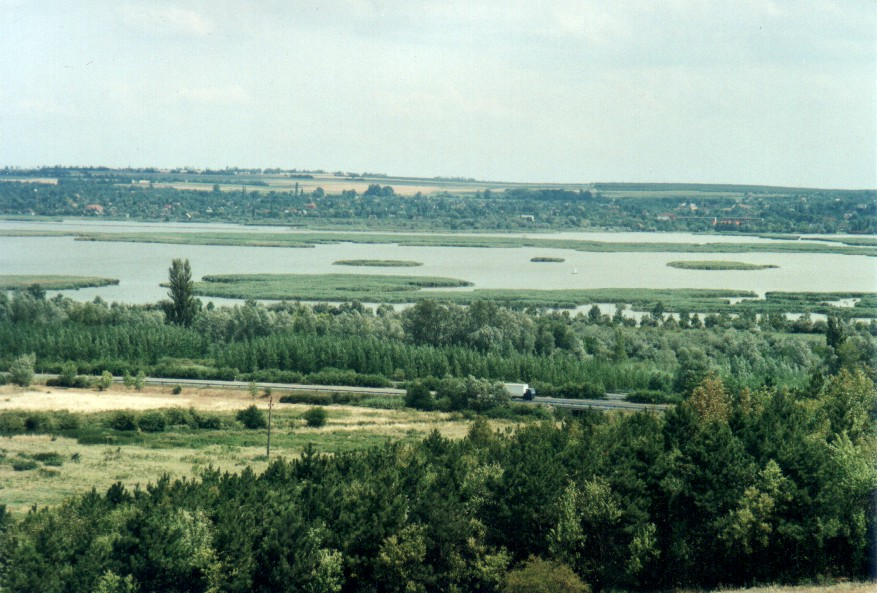
Jezero Velence

Oblast byla obývána již před 20 000. léty. Při nadvládě Římanů se tato oblast a přilehlé župy jmenovala Pannonia. Maďaři přišli v letech 895 a 900. Arpád a jeho kmen se v této oblasti usadili. Město Fehérvár (současný Székesfehérvár) se stal se významný jako sídlo prince Gézy. Pod panování jeho syna, krále Štěpána, se město stalo krajským městem nově vytvořeného kraje. Králové Maďarska byli korunovaní ve městě až do 16. století.
Fejér byl obsazený Turky mezi lety 1543 a 1688. Několik vesnic bylo zničeno, populace se dramaticky snížila.

## Okresy

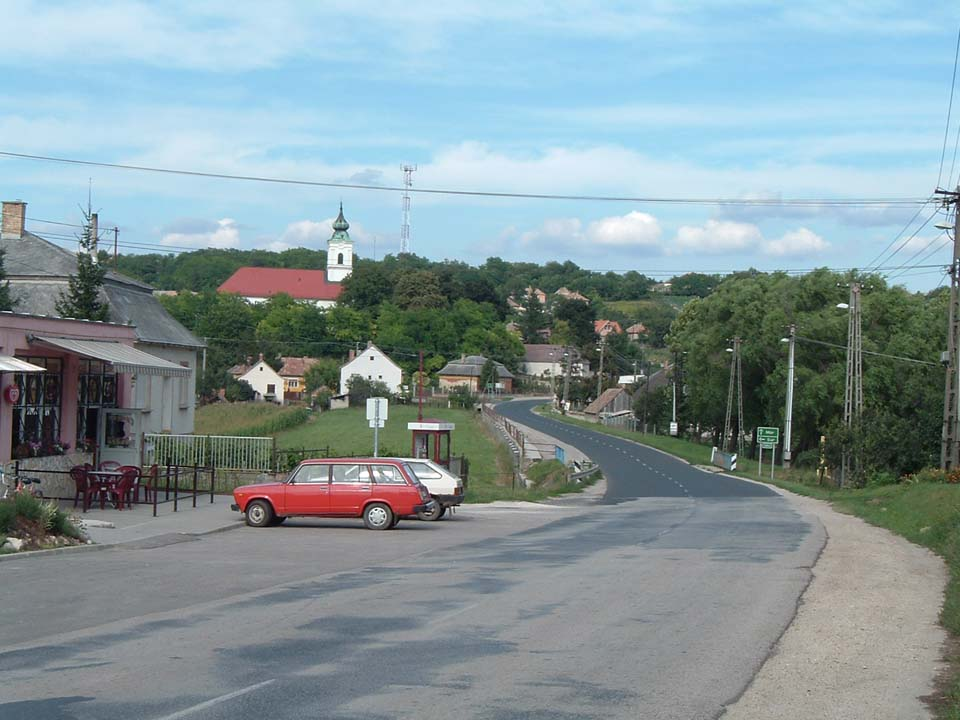
Obec Bakonycsernye

Župa Fejér se dělí na 9 okresů
- Okres Bicske
- Okres Dunaújváros
- Okres Enying
- Okres Gárdony
- Okres Martonvásár
- Okres Mór
- Okres Polgárdi
- Okres Sárbogárd
- Okres Székesfehérvár

## Sídla

### Města

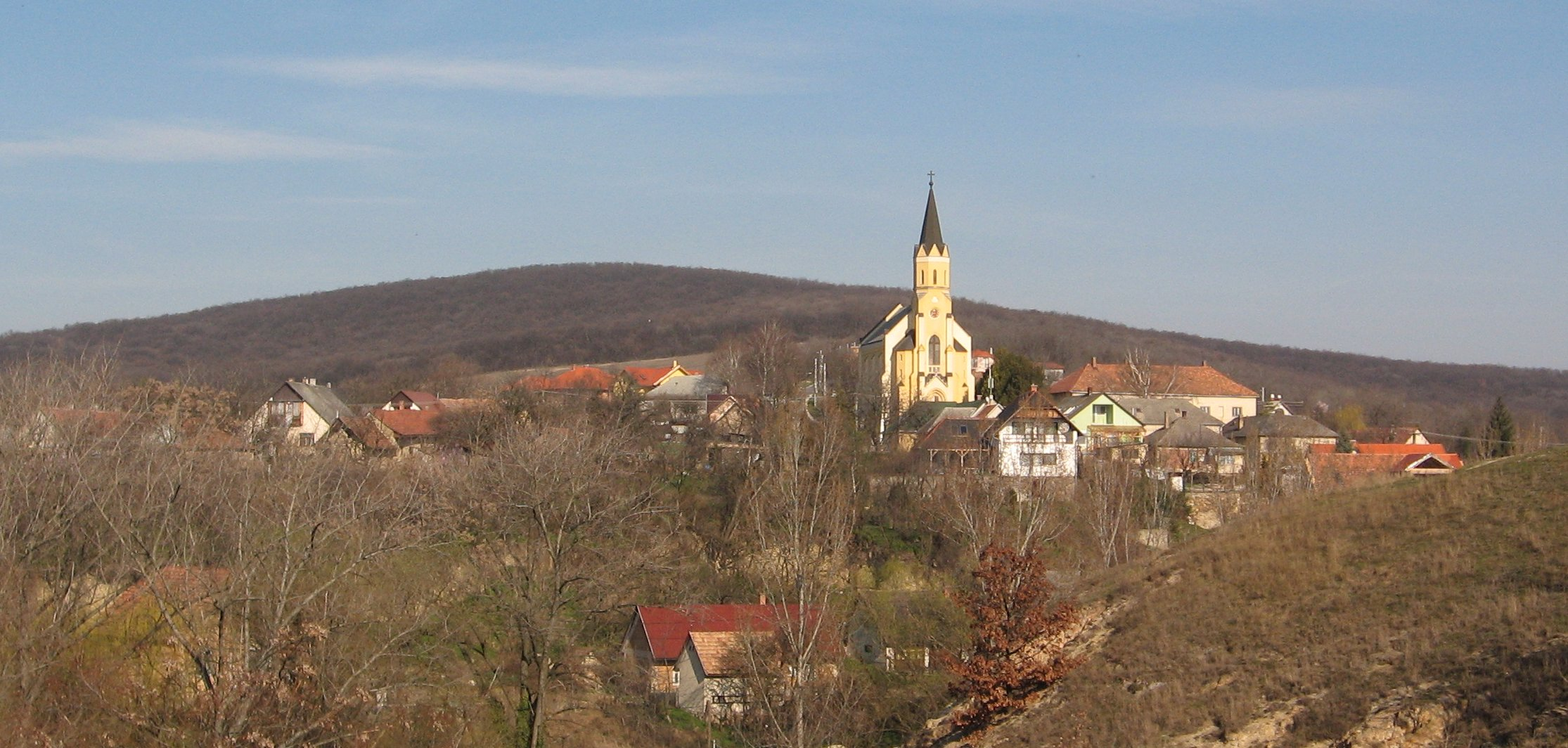
Obec Nadap

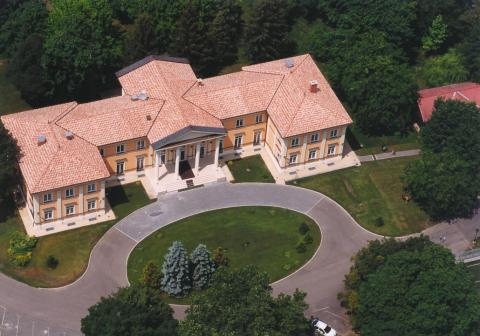
Gárdony

- Dunaújváros
- Székesfehérvár
- Mór
- Sárbogárd
- Bicske
- Ercsi
- Gárdony
- Enying
- Polgárdi
- Martonvásár
- Velence
- Adony
- Aba[2]
- Csákvár[2]

### Obce
- Alap
- Alcsútdoboz
- Alsószentiván
- Bakonycsernye
- Bakonykúti
- Balinka
- Baracs
- Baracska
- Beloiannisz
- Besnyő
- Bodajk
- Bodmér
- Cece
- Csabdi
- Csákberény
- Csókakő
- Csősz
- Csór
- Daruszentmiklós
- Dég
- Előszállás
- Etyek
- Fehérvárcsurgó
- Felcsút
- Füle
- Gánt
- Gyúró
- Hantos
- Igar
- Iszkaszentgyörgy
- Isztimér
- Iváncsa
- Jenő
- Kajászó
- Káloz
- Kápolnásnyék
- Kincsesbánya
- Kisapostag
- Kisláng
- Kulcs
- Kőszárhegy
- Lajoskomárom
- Lepsény
- Lovasberény
- Magyaralmás
- Mány
- Mátyásdomb
- Mezőfalva
- Mezőkomárom
- Mezőszentgyörgy
- Mezőszilas
- Moha
- Nadap
- Nádasdladány
- Nagykarácsony
- Nagylók
- Nagyveleg
- Nagyvenyim
- Óbarok
- Pákozd
- Pátka
- Pázmánd
- Perkáta
- Pusztaszabolcs
- Pusztavám
- Rácalmás
- Ráckeresztúr
- Sáregres
- Sárkeresztes
- Sárkeresztúr
- Sárkeszi
- Sárosd
- Sárszentágota
- Sárszentmihály
- Seregélyes
- Soponya
- Söréd
- Sukoró
- Szabadbattyán
- Szabadegyháza
- Szabadhídvég
- Szár
- Tabajd
- Tác
- Tordas
- Újbarok
- Úrhida
- Vajta
- Vál
- Vereb
- Vértesacsa
- Vértesboglár
- Zámoly
- Zichyújfalu